# Víctor Sotomayor
Víctor Hugo Sotomayor (nacido el 21 de enero de 1968 en Córdoba, Argentina) es un exfutbolista argentino que jugó para un gran número de clubes en Argentina y Europa, incluyendo a Vélez Sarsfield, Talleres de Córdoba y Hellas Verona. Jugaba de defensa y su primer club fue Racing de Córdoba.

## Carrera
Comenzó su carrera jugando para Racing de Córdoba en 1986. Jugó para el club hasta 1989, ese año se trasladó a Italia para jugar en Hellas Verona, permaneciendo en el equipo por 2 años. En 1991, se trasladó a Suiza para jugar en FC Zürich. Jugó para el equipo hasta 1992, año en que Víctor regresó a la Argentina para jugar en el Club Atlético Vélez Sarsfield, equipo en el que permaneció hasta 1999.
En 1999 se unió a Talleres de Córdoba, donde se retiró en 2002.

## Selección nacional
Fue internacional con la Selección de fútbol de Argentina. Formó parte del equipo que jugó su único partido de carácter amistoso el 28/12/1996 frente al seleccionado de Yugoslavia perdiendo dicho cotejo 2-3 en el estadio de la Ciudad de Mar del Plata el José María Minella cuyo entrenador fue Daniel Alberto Passarella.

## Clubes
| Club                | País      | Año       |
| ------------------- | --------- | --------- |
| Racing de Córdoba   | Argentina | 1986-1989 |
| Hellas Verona       | Italia    | 1989-1991 |
| FC Zürich           | Suiza     | 1991-1992 |
| Vélez Sarsfield     | Argentina | 1992-1999 |
| Talleres de Córdoba | Argentina | 1999-2002 |

## Títulos

### Nacionales
| Título           | Club            | País      | Año    |
| ---------------- | --------------- | --------- | ------ |
| Primera División | Vélez Sarsfield | Argentina | C-1993 |
| Primera División | Vélez Sarsfield | Argentina | A-1995 |
| Primera División | Vélez Sarsfield | Argentina | C-1996 |
| Primera División | Vélez Sarsfield | Argentina | C-1998 |

### Internacionales
| Título                 | Club            | Sede         | Año  |
| ---------------------- | --------------- | ------------ | ---- |
| Copa Libertadores      | Vélez Sarsfield | Sâo Paulo    | 1994 |
| Copa Intercontinental  | Vélez Sarsfield | Tokio        | 1994 |
| Copa Interamericana    | Vélez Sarsfield | Buenos Aires | 1996 |
| Supercopa Sudamericana | Vélez Sarsfield | Buenos Aires | 1996 |
| Recopa Sudamericana    | Vélez Sarsfield | Kōbe         | 1997 |
| Copa Conmebol          | Talleres        | Córdoba      | 1999 |

- Datos: Q2876235